# Bellamya trochearis
Bellamya trochearis је пуж из реда Architaenioglossa. 

## Угроженост
Ова врста се сматра угроженом.

## Распрострањење
Ареал врсте је ограничен на мањи број држава. 
Присутна је у следећим државама: Кенија, Танзанија и Уганда.

## Станиште
Станиште врсте су слатководна подручја. 